# Usque ad mortem
Usque ad mortem è una locuzione latina che letteralmente significa "fino alla morte". È usata per esprimere la fedeltà incondizionata a un impegno, a un ideale o a una persona, che potrebbe al limite essere testimoniata dal sacrificio della vita, con una intenzione che può tuttavia variare dall'umile sottomissione all'eroica spavalderia.
È espressione analoga a Usque ad finem «fino alla fine»: in questa tuttavia finem non indica necessariamente la morte, potendo anche esprimere la conclusione di una vicenda, di un'impresa, ecc.

## Fonti cristiane antiche
L'espressione non sembra rinvenirsi negli autori classici latini. Ricorre invece nell'antica Vulgata, in particolare con riferimento al sacrificio di Cristo o a quello degli uomini che ne vogliano imitare la vita. Ricorre ad esempio nel Vangelo di Matteo (26, 38), quando Cristo parla agli apostoli nell'orto di Getsemani: Tristis est anima mea usque ad mortem; sustinete hic et vigilate mecum («La mia anima è triste fino alla morte; restate qui e vegliate con me»).
Figura poi nell'Apocalisse (2, 10) di San Giovanni Evangelista: esto fidelis usque ad mortem («Non temere ciò che stai per soffrire: ecco, il diavolo sta per gettare alcuni di voi in carcere, per mettervi alla prova e avrete una tribolazione per dieci giorni. Sii fedele fino alla morte e ti darò la corona della vita»).
Ancora, con riferimento stavolta al sacrificio di Cristo, è utilizzata da san Paolo Apostolo nella Lettera ai Filippesi (2, 8): humiliavit semetipsum factus oboediens usque ad mortem, mortem autem crucis («umiliò se stesso facendosi obbediente fino alla morte e alla morte di croce»).

## Utilizzo moderno
Ricorre in contesti e forme diverse, anche con l'aggiunta di una o più parole, sia con valore prevalentemente denotativo, sia, più spesso, con marcata connotazione enfatica.
Nel linguaggio giuridico, può essere utilizzato con intento eufemistico o come tecnicismo tradizionale: si può dire, ad esempio, che il testamento è un atto «liberamente revocabile usque ad mortem».
In altri casi si utilizza per esprimere la ferma volontà di essere incondizionatamente fedele e ubbidiente a qualcuno o a una fede:
- fidelis usque ad mortem «fedele fino alla morte» e esto fidelis usque ad mortem «sii fedele fino alla morte»;
- obediens usque ad mortem «ubbidiente fino alla morte».[2]

In questo senso, l'espressione è spesso utilizzata in ambito religioso, essendo la fedeltà a Cristo, l'imitazione della sua vita e la carità verso il prossimo valori fondamentali dell'etica cristiana, fino al sacrificio di se stessi e al martirio. Nella Lettera apostolica Maiorem hac dilectionem (2017), Papa Francesco dispone de heroica oblatione vitae usque ad mortem propter caritatem («sull'eroica offerta della vita fino alla morte in ragione della carità»).
Sempre in ambito cristiano, connesso al tema della fedeltà amicale, compare in titoli di opere di devozione.
Può inoltre esprimere il valore della fedeltà coniugale («finché morte non separi» i coniugi):
- usque ad mortem et ultra «fino alla morte ed oltre»: queste parole sarebbero state scritte sulla fede nuziale di Emanuela Setti Carraro, moglie del generale Carlo Alberto Dalla Chiesa e assieme al marito deceduta nella strage di via Carini.[5]

L'espressione è spesso anche utilizzata come motto eroico e bellicista, in combattimenti o situazioni di pericolo, per indicare la volontà di continuare a lottare a oltranza:
- usque ad mortem audebo «oserò fino alla morte»;[7]
- pugna usque ad mortem pro veritate «combatti per la verità fino alla morte»;[8]
- usque ad mortem tyrannis «fino alla morte del tiranno»;[9]
- ad mortem usque paratus «persino disposto a morire».